# Deaflympics d'hiver de 1963
Les Deaflympics d'hiver de 1963, officiellement appelés les V International Winter Games for the Deaf, ont lieu du 12 mars 1963 au 16 mars 1963 à Åre, en Suède. Les Jeux rassemblent 60 athlètes de 9 pays. Ils participent dans un seul sport et deux disciplines qui regroupent un total de treize épreuves officielles, soit une épreuve de moins qu'en 1959. Un nouveau participant est la Pologne, l'équipe de France est absente. L'équipe de Finlande a remporté le Deaflympics d'hiver de 1963.

## Organisation
La Suède est candidate à la dernière minute pour cette année puisqu'aucun pays n'est candidat avant le 17e congrès du Comité international des sports des Sourds. Avec l'accord du 17e congrès à Åre, la Suède accueille les 5e Deaflympics d'hiver.

### Hommage
Eugène Rubens-Alcais, le premier président du Comité international des sports des Sourds en 1924 jusqu'à 1953, est décès le 8 mars 1963 aux quelques jours avant de l'ouverture de V International Winter Games for the Deaf. Le drapeau du Comité international des sports des Sourds est en berne pour la mort de Eugène Rubens-Alcais, le fondateur de Deaflympics.

## Sport

### Sports individuels
- Combiné nordique
- Ski Descente
- Ski de fond
- Ski slalom
- Ski slalom géant

### Sports en équipe
- Ski de fond Relais

## Pays participants
- Allemagne
- Autriche
- Canada
- Finlande
- Italie
- Pologne
- Norvège
- Suède
- Suisse

## Compétition

### Tableau des médailles
- Pays organisateur (Suède)

| Rang   | Nation    | Or | Argent | Bronze | Total |
| ------ | --------- | -- | ------ | ------ | ----- |
| 1      | Finlande  | 4  | 2      | 0      | 6     |
| 2      | Autriche  | 4  | 0      | 0      | 4     |
| 3      | Norvège   | 3  | 2      | 3      | 8     |
| 4      | Suisse    | 1  | 4      | 4      | 9     |
| 5      | Italie    | 1  | 0      | 1      | 2     |
| 6      | Allemagne | 0  | 4      | 2      | 6     |
| 7      | Suède     | 0  | 1      | 2      | 3     |
| 8      | Pologne   | 0  | 0      | 0      | 0     |
| 8      | Canada    | 0  | 0      | 0      | 0     |
| Total: | Total:    | 13 | 13     | 12     | 38    |